# Кіюв (Сілезьке воєводство)
Кіюв (пол. Kijów) — село в Польщі, у гміні Крушина Ченстоховського повіту Сілезького воєводства.
Населення — 18 осіб (2011).
У 1975-1998 роках село належало до Ченстоховського воєводства.

## Демографія
Демографічна структура станом на 31 березня 2011 року:
|          | Загалом | Допрацездатний вік | Працездатний вік | Постпрацездатний вік |
| -------- | ------- | ------------------ | ---------------- | -------------------- |
| Чоловіки | 10      | 2                  | 6                | 2                    |
| Жінки    | 8       | 1                  | 5                | 2                    |
| Разом    | 18      | 3                  | 11               | 4                    |